# Пыхтящий Билли
«Пыхтящий Билли» (англ. Puffing Billy) — один из самых первых паровозов и, возможно, первый паровоз, который оказался действительно практичным. Также на нём впервые было реализовано вождение поездов лишь за счёт силы сцепления колёс с рельсами, без каких либо дополнительных устройств (вроде зубчатой рейки на путях). Самый старый из сохранившихся паровозов.
В 1900 году в Австралии была открыта железная дорога Puffing Billy Railway, которая действует до настоящего времени.

## Предыстория
Когда Ричард Тревитик построил первый в мире паровоз, многие владельцы предприятий усмотрели в его изобретении альтернативу лошадиной тяге. В 1811 году была проведена публичная демонстрация нового паровоза. Однако вместо того, чтобы тянуть тяжёлые вагонетки, он начинал буксовать на месте. Из-за этого даже возникла теория, что на гладких рельсах паровоз с гладкими колёсами не способен реализовать достаточную силу тяги. В связи с этим были предприняты попытки увеличить силу тяги за счёт дополнительных устройств. Сам Тревитик предлагал применить колесо с шипами, которое бы зацеплялось за деревянную рейку. Несколько схожую схему реализовал Муррей, который в 1812 году создал паровоз «Бленкинсоп» (англ. Blenkinsop). На данном паровозе сила тяги реализовывалось за счёт большого зубчатого колеса, которое сцеплялось с расположенной рядом с рельсами зубчатой рейкой. Паровоз был способен тянуть тележки с грузами, но сильно шумел и двигался толчками. Ещё одну оригинальную идею реализовал инженер Брунтон, который построил паровоз «Механический путешественник» (также известен как Шагающий паровоз), у которого приводом служили 2 механические «ноги». Паровоз развивал скорость всего 4 км/ч, а попытки увеличить скорость за счёт увеличения давления в котле привели к взрыву, который погубил несколько человек.

## Опыты Гедли и постройка паровоза
Среди заинтересовавшимися паровозами предпринимателей был владелец Уайлемских копей Кристофер Блакетт. Принадлежа к новому в то время типу капиталистов-предпринимателей, он полностью поддерживал промышленный переворот и развивающийся технический прогресс.
Блакетт понимал, что применение лошадей нерационально из-за постоянно растущих цен на корма. Тем отчётливей он понимал преимущества применения паровоза, который будучи сильнее лошадей использовал бы в качестве топлива уголь, который на угольных разработках весьма дешёв. Помимо этого, на Вайламской дороге, что обслуживала копи, было проведено усиление полотна — вместо деревянных рельсов были применены чугунные. Сочетание всех этих факторов привело к тому, что Блакетт решил предпринять попытку паровозной тяги. Ответственным за создание паровоза был назначен Уильям Гедли, главный смотритель Уайлемских копей (Билли — уменьшительный вариант его имени).
Конструкция Брунтона была отклонена сразу, а «Бленкинсоп» требовал укладки зубчатой чугунной рейки на всем протяжении дороги, что влекло дополнительные расходы до 8000 фунтов стерлингов. Несмотря на неудачные попытки Тревитика применить свой паровоз для вождения поездов, Гедли при поддержке владельца копей решает провести опыты, с целью проверить, насколько большую силу тяги может развивать паровоз, у которого сцепление с рельсами создаётся лишь гладкими металлическими колёсами.
Для опыта была сооружена двухосная тележка с гладкими колёсами, на которую был помещён груз, по весу примерно равный весу паровоза. В движение тележка приводилась людьми с помощью педалей и зубчатой передачи. К тележке прицепляли вагонетки с углём, число которых увеличивали до тех пор, пока тележка не начинала буксовать. В результате таких опытов было доказано, что паровоз с гладкими колесами способен вести поезд определенного веса по гладким рельсам не только на горизонтальных участках, но и на небольших подъёмах (в XX веке было определено, что при трогании локомотива с места коэффициент сцепления между колёсами и рельсом Ксцеп=0,33). После завершения опытов тележку переоборудовали в паровоз, для чего на ней установили чугунный паровой котёл и два цилиндра. Однако получившийся паровоз оказался неудачным, так как его котёл имел недостаточную мощность, что приводило к постоянным остановкам. Проработав непродолжительное время, паровоз был пущен в лом.
Тем не менее, жизнеспособность технологии гладких колёс была уже подтверждена, поэтому в мае 1813 года Блакетт совместно с Гедли закончили проектирование нового паровоза, который и был построен в местных мастерских. Два вертикальных паровых цилиндра расположены по бокам котла. Котёл — чугунный с U-образной жаровой трубой (впоследствии такие трубы стали называть дымогарными), из-за чего дымовая труба располагалось со стороны топки. Такая схема удлиняла путь раскалённых продуктов сгорания, и увеличивала площадь нагрева, что увеличивало парообразование. За внешний вид и дым из трубы (по другой версии из-за астмы Гедли) среди работающих на копях шахтёров паровоз довольно быстро получил прозвище «Пыхтящий Билли», которое вскоре стало его основным именем (официального названия у этого паровоза никогда и не было).

## Судьба паровоза
Паровоз работал вполне удовлетворительно, в результате чего в том же году на дорогу поступили ещё 2 паровоза, по конструкции схожие с «Пыхтящим Билли»: «Уайлемский Дилли» и «Леди Мэри». Однако вскоре от владельцев лошадей стали поступать многочисленные жалобы с требованиями прекратить использование паровоза, так как он своим шумом пугал лошадей. Причиной высокого шума заключалась в том, что отработавший пар выбрасывался прямо в дымовую трубу (по сути прототип конусного устройства), что приводило к сильному гулу. Из-за этого владелец копей даже был вынужден издать постановление, согласно которому при каждой встрече с лошадьми паровоз должен был останавливался и терпеливо выжидать, пока животные удалятся на некоторое расстояние. Впоследствии проблема была устранена путём установки промежуточного резервуара—расширителя (аналог автомобильного глушителя).
Однако куда более серьёзной проблемой стало то, что при весе в 9 тонн паровоз имел всего 2 оси, а такая высокая осевая нагрузка приводила к частой поломке хрупких чугунных рельсов (из-за этого на паровозе даже возили запасные рельсы). В результате в 1816 году паровоз был переделан — число осей увеличили вдвое, что соответственно позволило снизить осевую нагрузку. Так как возникли опасения по поводу того, впишется ли паровоз с такой длинной колёсной базой в крутые кривые, его экипажная часть состояла из 2 сочленённых тележек. С 4 осями «Пыхтящий Билли» проработал до 1830 года, пока чугунные рельсы не были заменены на железные, в связи с чем паровоз был опять переделан в 2-осный.
Внешне паровоз выглядел весьма неуклюже и к тому же был ненадёжным — часто ломался, а доставка его в мастерские требовало большого количества лошадей, из-за чего паровозы считались глупой и разорительной, а иногда даже преступной затеей. Однако нашлись и те, кто смогли разглядеть в этих неуклюжих машинах серьёзное преимущество над лошадьми. Среди них был и Джордж Стефенсон, тогда ещё машинный мастер на Киллингвортских копях. Вдохновлённый «Пыхтящим Билли», Стефенсон в том же году построил свой первый паровоз «Блюхер», а слава пришла к Стефенсону и его сыну именно как инженерам-железнодорожникам и паровозостроителям.
В 1860-х «Пыхтящий Билли» и «Уайлемский Дилли» были отправлены в ремонт, однако отремонтирован был только «Дилли», а «Билли» был отставлен от работы. Это был самый старый сохранившийся паровоз, что вызвало к нему высокий музейный интерес. В 1862 году паровоз был передан в аренду в Лондонский Музей патентов, а в 1865 году, после долгих торгов, паровоз был куплен музеем за £ 200. «Уайлемский Дилли» проработал на шахте вплоть до её закрытия (1868), после чего его выставили на аукцион для продажи на слом. Однако к счастью этот паровоз был приобретён потомками инженера Гедли, которые в 1882 году передали его в Королевский музей в городе Эдинбург. О судьбе третьего паровоза («Леди Мэри») никаких данных нет до сих пор.

## Реплики
Первая реплика данного паровоза была создана ещё в 1906 году в Пруссии в мастерских Баварской государственной железной дороги по личной инициативе Оскара фон Миллера и предназначалась для Немецкого музея в Мюнхене, в экспозиции которого находится в работоспособном состоянии и демонстрируется до сих пор.
В 2006 году ещё одна реплика была построена в Северной Англии.